# HC Rychenberg Winterthur
HC Rychenberg Winterthur är en innebandyklubb i Schweiz som grundades 1983. Klubben har kommit tvåa i Swiss Mobiliar League-slutspelet fyra gånger och blivit cupmästare fyra gånger.